# Clastoptera minima
Clastoptera minima är en insektsart som beskrevs av Fowler 1898. Clastoptera minima ingår i släktet Clastoptera och familjen Clastopteridae. Inga underarter finns listade i Catalogue of Life.